# Шубино (Новосокольнический район)
Шубино — деревня в Новосокольническом районе Псковской области России. Входит в состав Пригородной волости.

## География
Расположена в 3 км к западу от города Новосокольники.

## Население
| 2001 | 2002 | 2010 |
| ---- | ---- | ---- |
| 75   | ↗76  | ↘59  |

Численность населения деревни по оценке на начало 2001 года составляла 75 человек.

## История
С января 1995 до 2005 года деревня входила в состав Маевской волости, с 2006 до 2015 года — в состав ныне упразднённой Окнийской волости.